# Aya Nakamura
  Aya Nakamura    (Bamako, 10 de maig de 1995) és una cantant de música pop francesa d'origen malià.

## Biografia
Nascuda el 10 de maig de 1995 a la ciutat maliana de Bamako, emigrà a França amb la seva família i cresqué al municipi d'Aulnay-sous-Bois. Provinent d'una família de griots (narradors, glosadors, poetes de tradició oral de l'Àfrica occidental), és la més gran de cinc germans. Estudià moda a La Courneuve. Més tard, inicià la seva trajectòria musical sota el nom artístic d'«Aya Nakamura», en homenatge al personatge Hiro Nakamura, de la sèrie de ciència-ficció de l'NBC Herois.
Publicà la seva música per internet amb la qual va obtenir un bon reconeixement per les cançons «Karma» i «J'ai mal». Dembo Camara, un amic de feia molt de temps, esdevingué el seu productor i director. Notablement, la seva cançó «Brisé», composta per Christopher Ghenda, registrà tretze milions de visites a YouTube, i la cançó «Love d'un voyou», on fa un duo amb el raper Fababy, es col·locà al cim de les principals llistes de França. Publicà el seu àlbum de debut amb un seguit de col·laboracions. També realitzà un gran concert a l'estadi Modibo-Keïta de Bamako, com a telonera del cantant nigerià Davido. El seu major èxit fou les més de 426 milions de reproduccions de la seva cançó «Djadja» a YouTube. Aquesta mateixa cançó es va convertir en el primer tema en francès a arribar a la primera posició de les llistes de música neerlandeses des del 1961, quan ho aconseguí Édith Piaf.
Posteriorment el 2020 va llençar el seu tercer àlbum, titulat AYA, el qual incloïa una de les seves cançons més exitoses, Jolie Nana.
Va ser durament criticada per l'extrema dreta francesa, especialment pel partit polític Reagrupament Nacional, a causa de la seva possible participació a la cerimònia d'obertura dels Jocs Olímpics d'Estiu de 2024 a París. Entre altres crítiques es va dubtar si una persona d'orígens malians i coneguda per la seva música més urbana seria adequada per a representar França al món. Principalment, es va utilitzar com a argument en contra seva l'especial utilització de la llengua francesa a les seves cançons, per part de polítics com Jordan Bardella.
El juny de 2024 va participar en la desfilada de Jean Paul Gaultier organitzada per Vogue a la Place Vendôme. Hi cantà el seu tema Fly del seu disc AYA, concretament un arranjament amb orquestra. Finalment, el 26 de juliol de 2024 va acabar participant a la cerimònia d'obertura dels Jocs Olímpics de París, on interpretà un popurri de cançons pròpies (Pookie, Djadja) i un tema de Charles Aznavour (For me Formidable). Ho va fer acompanyada de ballarins i la guàrdia republicana, des de l'Institut de França.

## Discografia[9][10]
| Àlbum                     | Any  | Nombre de cançons | Cançó més reproduïda |
| ------------------------- | ---- | ----------------- | -------------------- |
| DNK (Bonus Track Edition) | 2023 | 18                | T'as peur            |
| DNK                       | 2023 | 15                | T'as peur            |
| AYA                       | 2020 | 15                | Jolie nana           |
| NAKAMURA (Deluxe Edition) | 2019 | 19                | Djadja               |
| NAKAMURA                  | 2019 | 13                | Djadja               |
| Journal intime            | 2017 | 19                | Comportement         |

## Premis i nominacions
| Any  | Nominada / obra     | Premi                                 | Categoria                             | Resultat   |
| ---- | ------------------- | ------------------------------------- | ------------------------------------- | ---------- |
| 2018 | Aya Nakamura        | W9 D'OR                               | Artista femenina més escoltada        | Guanyadora |
| 2019 | Aya Nakamura        | Premis Music Moves Europe Talent      | Elecció del públic                    | Guanyadora |
| 2019 | Aya Nakamura        | Premis BET 2019                       | Millor actuació international: França | Nominada   |
| 2019 | Aya Nakamura        | Premis All Africa Music (AFRIMA) 2019 | Millor dona de l'Àfrica Occidental    | Nominada   |
| 2019 | Aya Nakamura        | Premis All Africa Music (AFRIMA) 2019 | Creuant fronteres amb la música       | Nominada   |
| 2019 | Aya Nakamura        | Premis All Africa Music (AFRIMA) 2019 | Artista de l'any                      | Nominada   |
| 2019 | Aya Nakamura        | Premis All Africa Music (AFRIMA) 2019 | Millor col·laboració                  | Nominada   |
| 2019 | "Sucette" ft. Niska | Premis All Africa Music (AFRIMA) 2019 | Millor col·laboració                  | Nominada   |
| 2019 | "Pookie"            | Premis All Africa Music (AFRIMA) 2019 | Cançó de l'any                        | Nominada   |
| 2019 | Aya Nakamura        | Premis All Africa Music (AFRIMA) 2019 | Millor francòfon                      | Nominada   |

## Tours
- 2019: Nakamura Tour
- 2023: DNK Tour